# Barbie: 12 nàng công chúa
Barbie: 12 nàng công chúa là một bộ phim hoạt hình máy tính Barbie của đạo diễn Greg Richardson Phim được công chiếu ngày 19 tháng 9 năm 2006.